# サン・マルティーノ・イン・バディーア
サン・マルティーノ・イン・バディーア（イタリア語: San Martino in Badia ; ドイツ語: St. Martin in Thurn ザンクト・マルティン・イン・トゥルン; ラディン語: San Martin de Tor）は、イタリア共和国トレンティーノ＝アルト・アディジェ州ボルツァーノ自治県にある、人口約1700人の基礎自治体（コムーネ）。

## 名称
州の3つの公用語では、それぞれ以下の名称を持つ。
- イタリア語: San Martino in Badia
- ドイツ語: St. Martin in Thurn
- ラディン語: San Martin de Tor

## 地理

### 位置・広がり

#### 隣接コムーネ
隣接するコムーネは以下の通り。
- マレッベ - 北東
- ラ・ヴァッレ - 南
- バディーア - 南
- コルヴァーラ・イン・バディーア - 南
- セルヴァ・ディ・ヴァル・ガルデーナ - 南西
- サンタ・クリスティーナ・ヴァルガルデーナ - 南西

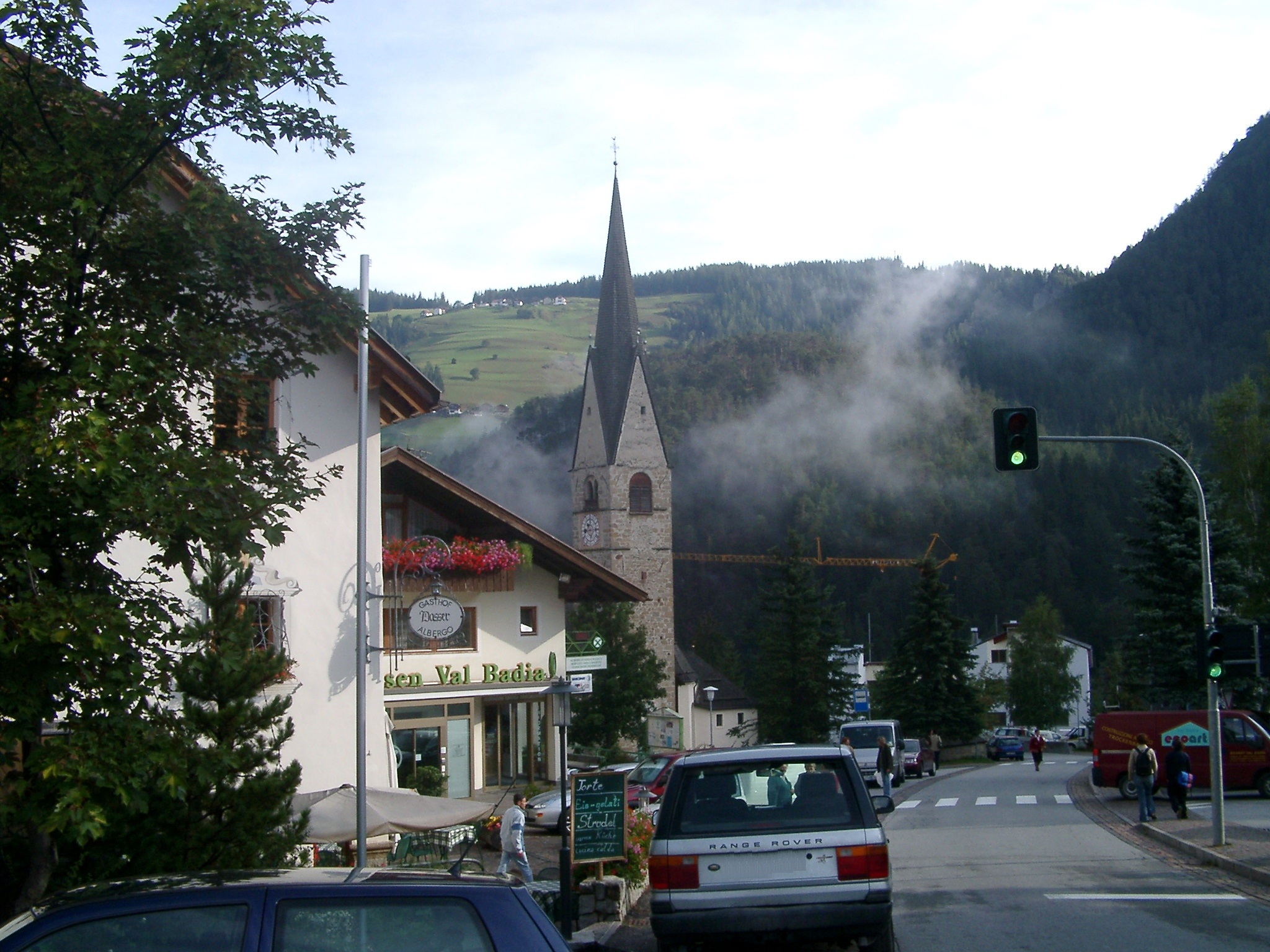
Il paese

- フーネス - 西
- ブレッサノーネ - 北西
- ルゾーン - 北西

## 行政

### 分離集落
サン・マルティーノ・イン・バディーアには以下の分離集落（フラツィオーネ）がある。
- Longiarù (Campill), Picolin (Piccolino), Antermëia (Antermoia)

## 住民

### 言語
| 言語集団調査（2011年） | 言語集団調査（2011年） | 言語集団調査（2011年） | 言語集団調査（2011年） | 言語集団調査（2011年） |
| ---------------------- | ---------------------- | ---------------------- | ---------------------- | ---------------------- |
|                        |                        |                        |                        |                        |
| ドイツ語               | ドイツ語               |                        | 1.47%                  | 1.47%                  |
| イタリア語             | イタリア語             |                        | 1.82%                  | 1.82%                  |
| ラディン語             | ラディン語             |                        | 96.71%                 | 96.71%                 |

2011年に行われた、住民がドイツ語・イタリア語・ラディン語のいずれの「言語集団」に属するかの調査によれば（ボルツァーノ自治県#言語集団調査参照）、住民の約97%がラディン語話者である。

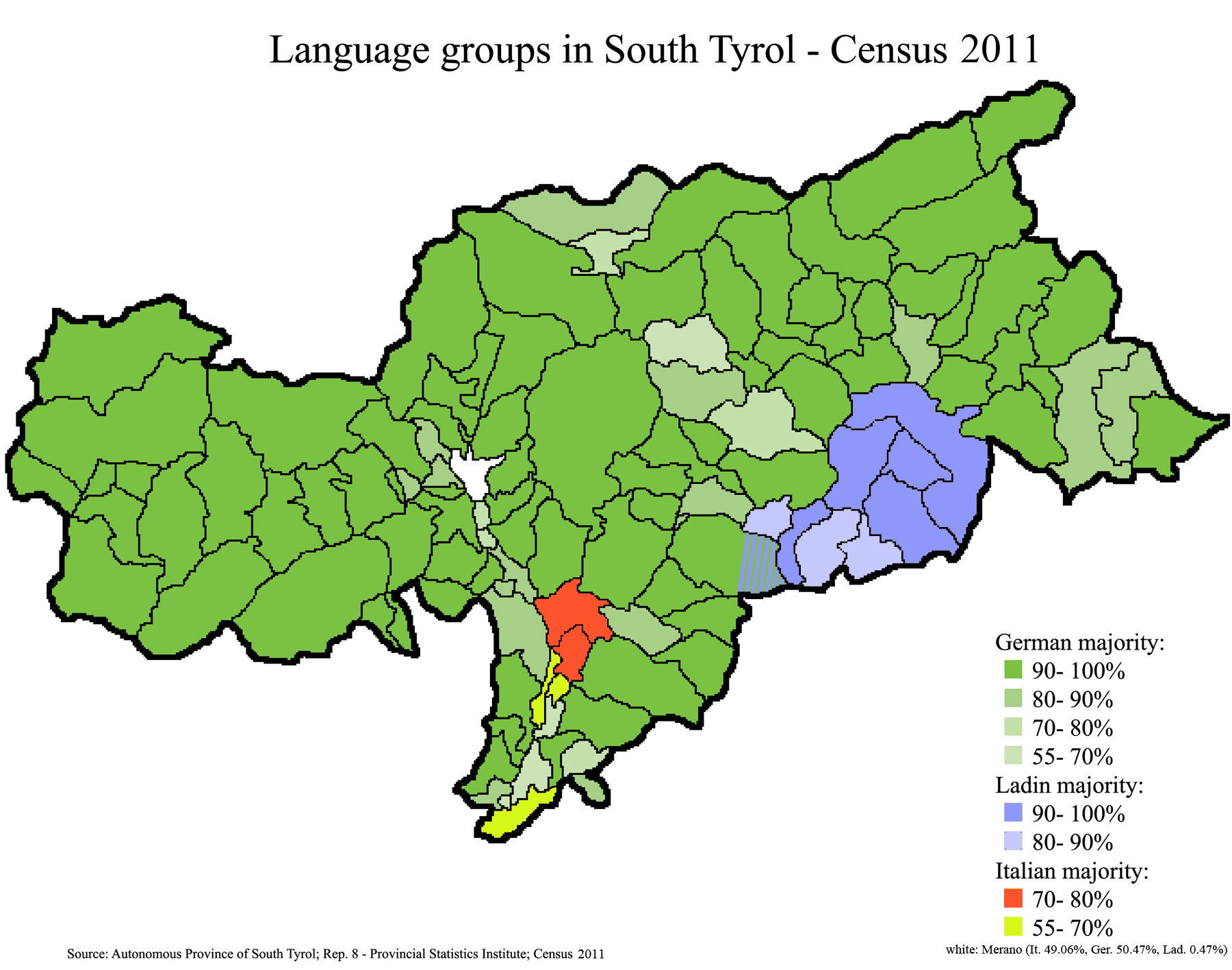
ボルツァーノ自治県の言語状況（2011年）。ラディン語話者が多数を占める地域は青で示されている。

## 人物

### 著名な出身者
- ギルバート・プロッシュ - 現代美術家ユニット「ギルバート&ジョージ」の一人。